# 유럽멧비둘기

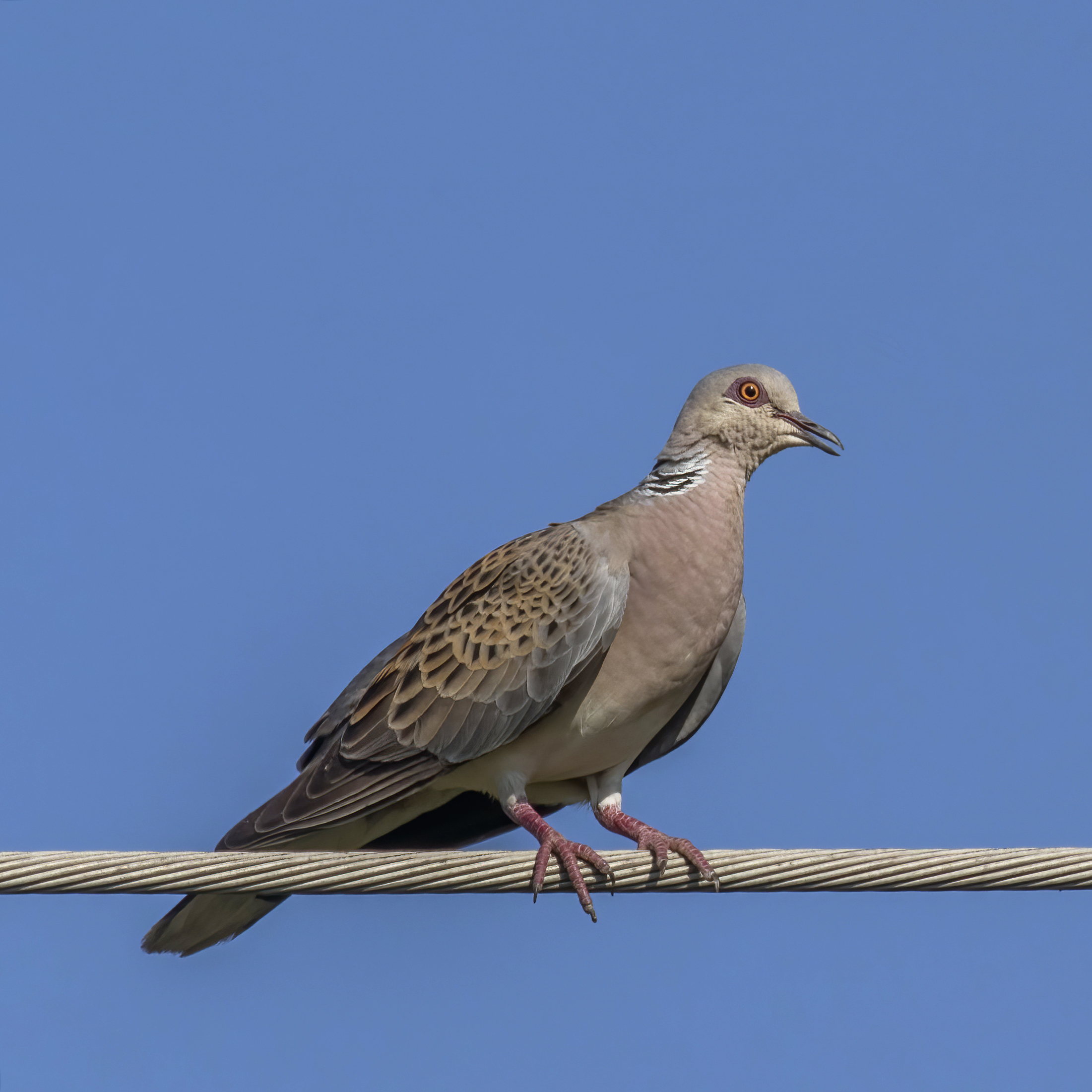

유럽멧비둘기(European turtle dove, 학명: Streptopelia turtur)는 비둘기과의 새의 하나이다. 북아메리카를 포함한 구북구 남서부에서 널리 볼 수 있으나 북부 사하라이남 아프리카로 겨울을 난다.

## 종
4개의 종이 식별된다.
- European turtle dove (S. t. turtur)
- Persian turtle dove (S. t. arenicola)
- Saharan turtle dove (S. t. hoggara)
- Egyptian turtle dove (S. t. rufescens)